# ダルダニア人

ローマによる征服以前のバルカン半島とダルダニア（DARDANIA、上部赤字）

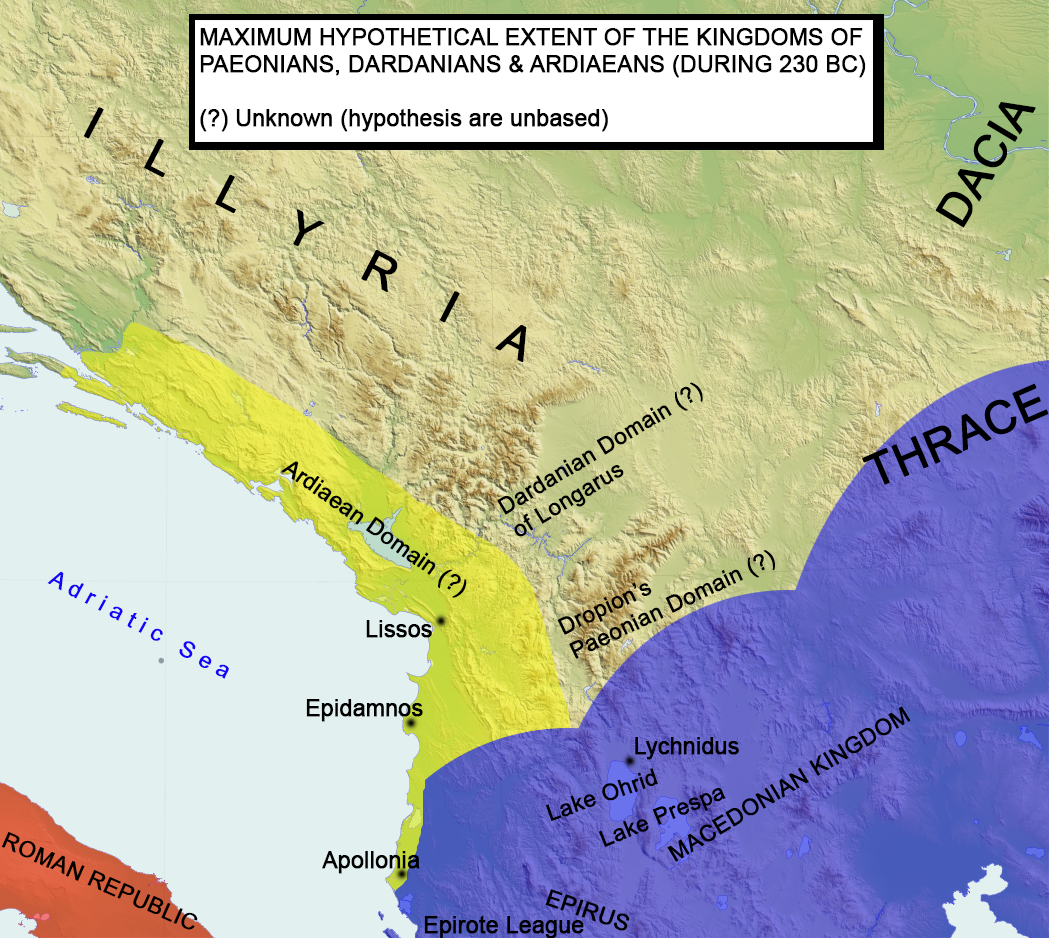
ダルダニア王国.

ダルダニア人 (Δαρδανίωνες) またはダルダナイ、ダルダノイ（[ˈdɑːrdənaɪ]; 古代ギリシア語: Δαρδάνιοι, Δάρδανοι; ラテン語: Dardani）は、古代ダルダニア（現在のコソボ付近）に住んでいたインド・ヨーロッパ語族に属する民族。イリュリア人とトラキア人の領域の境界付近に勢力を持っていたが、どちらに属するかははっきりしていない。ただ多くの著述家は、ダルダニア人やダルダニアをイリュリアの一部とは見なしていない。

## 語源
古代ギリシア語ではダルダネイス、ダルダニオイ、ダルダノイ（Dardaneis, Dardanioi, Dardanoi)、ラテン語ではダルダニ（Dardani）と呼ばれた。
1854年、オーストリアの学者ヨハン・ゲオルグ・フォン・ハーンが、歴史言語学的観点から、ダルダノイやダルダニアといった言葉が古アルバニア語の「ナシ」を意味する単語(現代アルバニア語では定型dardha、不定形dardhë)が起源であるという説を提唱した。実際、この地域では果物や動物の名のついた地名が無いわけではない。例えば、アルバニア語でヒツジを意味するdele/delmëは「ダルマツィア」との関連が、また狼を意味するujk, ulkはモンテネグロの「ウルツィニ」との関連が指摘されている。なお、インド・ヨーロッパ祖語におけるもっとも原初的な語源については、*g'hord-とするものと*dheregh-とするもので説が割れている。

## ギリシア神話
ギリシア神話の中では、イリュリオスの息子の一人として登場するダルダノス (Δάρδανος)という人物が、ダルダノイ (Δάρδανοι)の祖、エポニムであるとされている。古代ローマの地理学者の中には、バルカン半島のダルダニア人と、トロイア戦争の物語に登場する「ダルダニア人」との関連を指摘している者もいる。つまり、トロイアからバルカン半島に入植したダルダニア人の一部が、退化して野蛮に堕ちた、というのである。それでもローマ人たちは彼らを古代ギリシア人の枠組みの中の人々であると見なしていたが、近代以降の研究ではこの考えは否定されている。

## 歴史

### 紀元前4世紀
初めてダルダニア人に関する言及が現れるのは紀元前4世紀、ダルダニア王バルデュリスが周辺の諸部族をまとめ上げた時である。彼のもとでダルダニア人は、マケドニア人やモロッソス人をたびたび撃破した。紀元前392年から紀元前391年にかけては、マケドニアに傀儡王アルガイオス2世を立てて間接支配するまでに至った。紀元前385年から紀元前384年にかけては、シュラクサイの僭主ディオニュシオス1世と同盟してモロッソス人を破り、1万5000人の戦士を殺してその領土を一時支配した。紀元前372年には、マケドニア王アミュンタス3世に貢納を約束させた。紀元前360年、ふたたびモロッソス人を攻撃して蹂躙した。紀元前359年、バルデュリスはマケドニア王ペルディッカス3世に決定的勝利を収めた。ペルディッカス3世は自殺し、4000人のマケドニアの戦士が殺され、上マケドニアの諸都市がダルダニア人の手に落ちた。その跡を継いで358年にマケドニアを掌握したピリッポス2世は、ダルダニア人との和平を再確認し、ダルダニア人の王女（おそらくバルデュリスの娘）アウダタと結婚した。一部の学者は、この結婚は一度ピリッポス2世がバルデュリスと戦って敗れた後に行われたものだと考えている。ピリッポス2世はこの婚姻によって時を稼いで兵を集め、ついにエルゴン谷の戦いでダルダニア人を破り、7000人を殺して、その脅威を駆逐することに成功した。
紀元前334年、バルデュリスの息子クレイトスが他のイリュリア人諸族と手を結び、アレクサンドロス3世時代のマケドニアに侵攻した。当初は都市をいくつか制圧できたものの、最終的にはアレクサンドロス3世に敗れた。

### 紀元前3世紀-紀元前1世紀
紀元前279年までに、ダルダニアにケルト人が現れた（ケルト人の南東ヨーロッパ進出）。ダルダニア王は、ケルト人との戦いに挑むマケドニア王プトレマイオス・ケラウノスに2万人の援軍を送ろうとしたが、拒否された。
ダルダニア人は、長らくマケドニアにとっての脅威であり続けた紀元前230年、ロンガルス率いるダルダニア人がパエオニア人からビラゾラを奪った。229年には再びマケドニアに侵攻し、デメトリオス2世に勝利した。この頃ロンガルスらダルダニア人は再び力を増していった。多くのイリュリア部族が、共和政ローマを敵に回したアルディアエア女王テウタを見捨ててロンガルスのもとに走り、テウタはエピルス遠征を断念した。紀元前220/19年から、マケドニア王ピリッポス5世との間で紛争が起き、紀元前217年にビラオラを奪われた。紀元前209年、アエロプス（おそらくマケドニア王位請求者）率いるダルダニア人がリクニドスを占領して掠奪して2万人を捕虜とし、ピリッポス5世の軍がやってくる前に撤収した。
紀元前201年、ロンガルスの息子であるダルダニア王バトは、アルディアエア王プレウラトゥス3世、アタマニア王アミュナンデル、そしてローマ執政官スルピキウスとともに、ピリッポス5世を攻撃した。このマケドニア戦争ののち、ピリッポス5世はダルダニア人に対抗するため、バステルナエ人を招いて同盟を結び、ダルダニアとの境界に最も近いポロクに住まわせた。両者は共同でダルダニア人を攻めたが、その半ばでピリッポス5世は病死し、後を継いだ息子のペルセウスはマケドニア軍を撤退させた。一方クロンディクス率いるバステルナエ人3万は、そのままドナウ川を渡って侵攻を続け、ダルダニア人を破ったとみられる。紀元前179年、バステルナエ人はダルダニア人を征服し、紀元前174年に彼らを故地から追い出した。これはダルダニア人が喫した敗北がいかに破滅的だったかを示している。紀元前170年、ダルダニア人はマケドニアにも敗れた。紀元前2世紀半ばには、ケルト系のスコルディスキ族がダルダニア人を支配した。これ以降長きにわたり、ダルダニア人の名は歴史上に現れなくなる。

### ローマ支配下
紀元前168年、マケドニアとイリュリアはローマの支配下に入った。
紀元前97年にダルダニア人は歴史上に再び姿を現すが、この時彼らはマケドニアのローマ軍に敗れている。紀元前88年、ダルダニア人はスコルディスキ族やトラキア系のマエディ族とともに、ローマのマケドニア属州に侵攻した。
ストラボンの『地理誌』によれば、その後、ダルダニア人はガラブリ族とスナタエ族の二つに分裂した。

古代末期のバルカン半島北部とダルダニア。

紀元前後にダルダニアはローマに征服され、ダルダニア人は他の部族と同様にラテン語を受け入れ、急速にローマ化していった。

## その後
当初、ダルダニアはモエシア属州の一部とされた。87年にドミティアヌス帝がモエシアを分割した際、上モエシア（モエシア・スペリオル）を構成する一地域としてダルダニアの名が復活した。284年、ディオクレティアヌス帝がナイッソス（現ニシュ）を首都とする、独立したダルダニア属州を設置した。
イリュリア人の言語は、人名の記録が残るほかはほとんど消滅した。また古代イリュリア人は、その歴史上でケルト化、ヘレニズム化、ローマ化、そして後にはギリシャ化、スラヴ化といった様々な外部からの影響を受け、変容し続けた。.

## 政治
ストラボンが言っているように、「ダルダニア王国」と呼ばれる勢力は様々な部族の連合体であったと考えられている。最初にして最大のダルダニア王は、紀元前4世紀前半に活躍したバルデュリスである。その子孫や、後代の王への継承経緯は不明である。アッリアノスの著述以降、クレイトスをバルデュリスの息子とするのが定説である。歴史家のニコラス・ハモンドは、紀元前3世紀初頭のダルダニア王バルデュリス2世がバルデュリスの息子であると唱えている一方で、ジョン・ウィルクスは従来の説を支持している。後にダルダニア人を率いたロンガルスとバトの親子は、ローマ人とマケドニア人の戦争にたびたび加わった。彼らに関する歴史的記録では、一貫してダルダニア人と他のイリュリア人は区別されてきた。
ダルダニア人の支配していた領域はギリシア語でダルダニケ (Δαρδανική)と呼ばれた。このようにその領域を指し示す独自の語が存在する、というのは、Αὐταριατῶν χώρα、（アウタリアタエ族の土地)というような他の部族の土地を指すときの不特定的な呼称とは対照的である。 なお、ローマ人に征服される以前のダルダニアという土地に関する記録はほとんど残っていない。

## 文化
古代ギリシアやローマの記録では、ダルダニア人は「極めて野蛮」な部族と見ていた。アイリアノスらによれば、彼らは生涯にたった3度、すなわち生まれた時、結婚するとき、死ぬときにしか入浴しなかった。ストラボンは、ダルダニア人が野性的で、糞の山の下の汚い洞窟に住んでいた、と記述している。ただ、こうした見解は入浴を経済的ステータスと考えていたギリシア人による偏見ともとれる。またストラボンは、彼らが笛や弦楽器を持っていたことから、彼らは音楽に興味があったということを記録している。
ローマに征服されたダルダニア人奴隷や解放奴隷は、その名から分かるように、古代バルカン諸語 の「中央ダルマティア型」に属する言語を話していたとされる。

### 原語
クロアチアの言語学者ラードスラウ・カティチチらは、固有名詞学の観点からダルダニア人の言語圏を「中央イリュリア言語圏」に分類した。中央イリュリアという語は旧ユーゴスラビアのほぼ全域を指していて、モンテネグロ南部からモラヴィア西部にまで至る領域のうち北西のリブルニアを除いた地域である。パンノニア平原までその領域が広がっていた可能性もある